# Morača

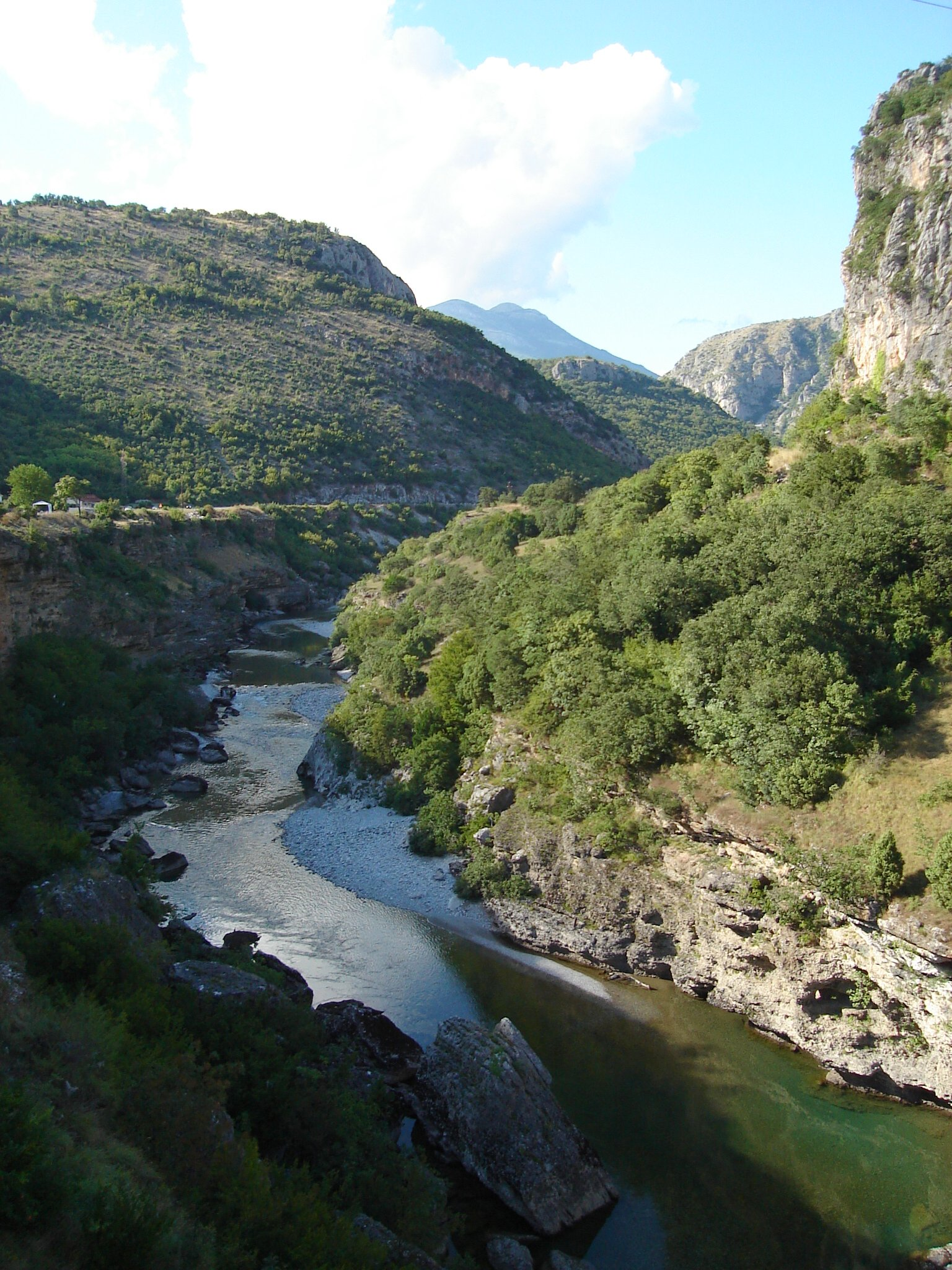
Moračadelen norr om Podgorica.

Morača är en flod och kanjon i republiken Montenegro, vars lopp går nära den montenegrinska huvudstaden Podgorica. Morača mynnar i Shkodrasjön.